# Leioproctus idiotropoptera
Leioproctus idiotropoptera är en biart som beskrevs av Packer 2006. Leioproctus idiotropoptera ingår i släktet Leioproctus och familjen korttungebin. Inga underarter finns listade i Catalogue of Life.